# Thomas Henderson (Astronom)

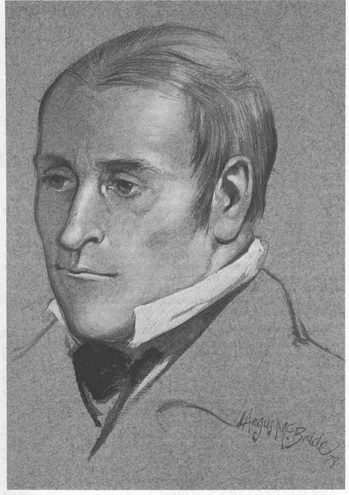
Thomas Henderson

Thomas Henderson (* 28. Dezember 1798 in Dundee, Schottland; † 23. November 1844) war ein schottischer Astronom. Er war Regius Professor of Astronomy an der University of Edinburgh und der erste Astronomer Royal for Scotland. Er bestimmte als Erster die Distanz von Alpha Centauri zur Erde.

## Frühes Leben
Geboren in Dundee, besuchte er die spätere High School of Dundee und machte eine Ausbildung zum Rechtsanwalt. Zu seinen Hobbys zählten Astronomie und Mathematik. Mit der Entdeckung einer neuen Methode zur Messung der geographischen Länge mit Hilfe einer Mondokkultation erregte er die Aufmerksamkeit von Thomas Young, Superintendent der Royal Navy’s Nautical Almanac. Young führte Henderson in die Welt der astronomischen Naturwissenschaft ein und empfahl in seinem Testament der Admiralität, dass Henderson sein Nachfolger werden sollte.

## Karriere

### Afrika
Henderson wurde bei der Neubesetzung dieses Postens übergangen, aber die Empfehlung reichte aus, um ihm eine Stelle an dem britischen Observatorium am Kap der Guten Hoffnung in Südafrika zu verschaffen. Dort machte er zwischen April 1832 und Mai 1833 eine beträchtliche Anzahl stellarer Beobachtungen, für die er noch heute bekannt ist. Zum Beispiel schloss Henderson aus der großen Eigenbewegung Alpha Centauris, dass dieser Stern der Erde sehr nahe ist.
Bei der 1830er Version von „space race“ ging es darum, die erste Person zu sein die, die Distanz zu einem Stern mit Hilfe der Parallaxe bestimmt. Je näher ein Stern ist, desto leichter ist die Messung mit dieser Methode. Henderson war in einer guten Ausgangslage, um dies zu schaffen. Nachdem er, wegen schlechter Gesundheit, im Vereinigten Königreich zurück war, begann er seine Messungen zu analysieren. Letztendlich kam er zu dem Schluss, dass Alpha Centauri etwas weniger als ein Parsec (3,25 Lichtjahre) entfernt ist. Dieses Ergebnis war um 33,7 % zu klein, aber für die damalige Zeit sehr gut.
Zweifel an der Zuverlässigkeit seiner Instrumente hielten ihn von der Veröffentlichung ab. So kam ihm Friedrich Wilhelm Bessel zuvor, der 1838 die Parallaxe von 3 Parsec (9,6 % zu wenig) für 61 Cygni veröffentlichte. Henderson publizierte seine Resultate erst 1839. Somit bekam er wegen seines mangelnden Vertrauens in die eigenen Ergebnisse nur den zweiten Platz.

### Schottland
Im Jahre 1834 wurde er in Anerkennung seiner Messarbeiten am Kap zum ersten Astronomer Royal for Scotland ernannt sowie zum Fellow der Royal Society of Edinburgh gewählt. Auf Anraten des Premierministers Lord Melbourne erhielt er den damals unbesetzten Astronomielehrstuhl an der Universität von Edinburgh. Er arbeitete am Stadtobservatorium von Edinburgh bis zu seinem Tod im Jahre 1844. Beerdigt wurde er in Greyfriars Kirkyard.
Der Mondkrater Henderson und der Asteroid (3077) Henderson sind nach ihm benannt.

## Quelle
- Dave Gavine: Thomas Henderson 1798–1844 - Scotland's First Astronomer Royal. In: Journal 38. Astronomical Society of Edinburgh, 1998, abgerufen am 15. Juni 2008 (englisch).